# Acemya asiatica
Acemya asiatica là một loài ruồi trong họ Tachinidae.